# 5089 Nádherná
5089 Nádherná è un asteroide della fascia principale. Scoperto nel 1979, presenta un'orbita caratterizzata da un semiasse maggiore pari a 2,7927092 UA e da un'eccentricità di 0,0794966, inclinata di 13,01023° rispetto all'eclittica.